# 通文
通文（936年3月或4月—939年8月或9月）是闽康宗王繼鵬的年号，共计4年。

## 改元
- 永和二年——三月（936年3月26日－4月23日），閩國改元通文。[2][3][4]
- 通文四年——閏七月（939年8月18日－9月15日），閩惠宗死，其叔王延羲稱閩國王，改元永隆。[5][6][7]

## 紀年對照表
| 通文 | 元年  | 二年  | 三年  | 四年  |
| ---- | ----- | ----- | ----- | ----- |
| 公元 | 936年 | 937年 | 938年 | 939年 |
| 干支 | 丙申  | 丁酉  | 戊戌  | 己亥  |

## 同期存在的其他政权年号
- 中國
  - 清泰（934年－936）：後唐—李從珂之年號
  - 天福（936年－944年）：後晉—石敬瑭之年號
  - 天祚（935年－937年）：吳—楊溥之年號
  - 昇元（937年－943年）：南唐—李昪之年號
  - 大有（928年－942年）：南漢—劉龑之年號
  - 明德（934年－937年）：後蜀—孟知祥之年號
  - 廣政（938年－965年）：後蜀—孟昶之年號
  - 大明（931年－937年）：大義寧—楊干真之年號
  - 文德（938年－944年）：大理—段思平之年號
  - 天顯（926年－938年）：契丹—耶律阿保機、耶律德光之年號
  - 會同（938年－947年）：契丹—耶律德光之年號
  - 甘露（926年－936年）：東丹—耶律倍之年號
  - 同慶（912年－966年）：于闐—尉遲烏僧波之年號
- 日本
  - 承平（931年－938年）：朱雀天皇之年号
  - 天慶（938年－947年）：朱雀天皇與村上天皇之年号

## 參看
- 中國年號索引

## 深入閱讀
- 李崇智. . 北京: 中華書局. 2004年12月. ISBN 7101025129.
- 鄧洪波. . 臺北: 國立臺灣大學東亞經典與文化研究計劃. 2005年3月  [2022-01-03]. ISBN 9789860005189. （原始内容 (pdf)存档于2007-08-25）.

| 前一年號： 永和 | 闽年号 936年3月或4月－939年8月或9月 | 下一年號： 永隆 |